# Wydział Nauk o Zwierzętach i Biogospodarki Uniwersytetu Przyrodniczego w Lublinie
Wydział Nauk o Zwierzętach i Biogospodarki Uniwersytetu Przyrodniczego w Lublinie – jeden z siedmiu wydziałów istniejącego od 2008 Uniwersytetu Przyrodniczego w Lublinie. W latach 1953–1955 pozostawał w strukturze Uniwersytetu Marii Curie-Skłodowskiej w Lublinie, zaś w latach 1955–2008 wchodził w skład Wyższej Szkoły Rolniczej i Akademii Rolniczej w Lublinie. W latach 1953–1998 nosił nazwę Wydział Zootechniczny, w latach 1998–2016 nazywał się Wydział Biologii i Hodowli Zwierząt, obecną nazwę przyjął 1 września 2016. Rada wydziału posiada uprawnienia do nadawania stopni naukowych doktora i doktora habilitowanego nauk rolniczych w dyscyplinie zootechnika. Siedziba wydziału znajduje się przy ul. Akademickiej 13 w Lublinie.

## Struktura
Opracowano na podstawie materiału źródłowego:

### Instytut Biologicznych Podstaw Produkcji Zwierzęcej
- Zakład Animaloterapii i Psychologii Zwierząt
- Zakład Doskonalenia Zwierząt i Drobiarstwa
- Zakład Genetyki Ogólnej i Molekularnej
- Zakład Pszczelnictwa
- Stacja Dydaktyczno-Badawcza Zwierząt Drobnych im. Laury Kaufman

### Zakład Bromatologii i Fizjologii Żywienia
- Zakład Bromatologii i Fizjologii Żywienia
- Zakład Żywienia Zwierząt i Paszoznawstwa

- Pracownia Analizy Pasz i Materiału Biologicznego

- Pracownia Biochemii Analitycznej

Katedra Etologii Zwierząt i Łowiectwa
- Zakład Behawioru i Dobrostanu Zwierząt
- Zakład Etologii Zwierząt
- Zakład Gospodarki Łowieckiej

Katedra Higieny Zwierząt i Zagrożeń Środowiska
- Zakład Mikrobiologii i Biologii Rozrodu
- Zakład Zagrożeń Zawodowych i Środowiskowych

Katedra Hodowli i Ochrony Zasobów Genetycznych Bydła
- Pracownia Ekologicznej Produkcji Żywności Pochodzenia Zwierzęcego

Katedra Hodowli Zwierząt i Doradztwa Rolniczego
- Zakład Hodowli i Biotechnologii Świń
- Zakład Hodowli Małych Przeżuwaczy i Doradztwa Rolniczego
- Stacja Badawcza im. prof. T. Efnera

Katedra Oceny Jakości i Przetwórstwa Produktów Zwierzęcych
- Zakład Bezpieczeństwa Żywności i Produktów Regionalnych
- Zakład Instrumentalnej Analizy Żywności
- Zakład Towaroznawstwa Produktów Zwierzęcych i Akwakultury

## Kierunki studiów
Wydział oferuje studia na następujących kierunkach:
- aktywność fizyczna i agroturystyka kwalifikowana
- animaloterapia
- behawiorystyka zwierząt
- bezpieczeństwo i certyfikacja żywności
- bezpieczeństwo i higiena pracy
- bioinformatyka w biogospodarce
- doradztwo w obszarach wiejskich
- hipologia i jeździectwo
- kryminalistyka w biogospodarce
- pielęgnacja zwierząt i animaloterapia
- bezpieczeństwo i higiena pracy
- animal science and dairy production
- equine management and care

## Władze
Władze w kadencji 2021-2024,: 
- dziekan: prof. dr hab. Brygida Ślaska
- prodziekani: prof. dr hab. Andrzej Junkuszew, prof. dr hab. Bożena Kiczorowska

Władze w kadencji 2016–2020:
- dziekan: prof. dr hab. Joanna Barłowska
- prodziekani: dr hab. Jolanta Król, prof. UP; prof. dr hab. Brygida Ślaska; prof. dr hab. Bożena Nowakowicz-Dębek